# Жултниця
Жултниця (пол. Żółtnica) — село в Польщі, у гміні Щецинек Щецинецького повіту Західнопоморського воєводства.
Населення — 922 особи (2011).

## Демографія
Демографічна структура станом на 31 березня 2011 року:
|          | Загалом | Допрацездатний вік | Працездатний вік | Постпрацездатний вік |
| -------- | ------- | ------------------ | ---------------- | -------------------- |
| Чоловіки | 477     | 122                | 328              | 27                   |
| Жінки    | 445     | 105                | 269              | 71                   |
| Разом    | 922     | 227                | 597              | 98                   |